# Pedro Roselló Axet
Pedro Roselló Axet (1873 - 1956) fue un militar y escritor español, nacido en Hostafrancs, conocido por ser el fundador de los Exploradores Barceloneses en 1911. Su carrera militar se inició en el arma de caballería del ejército en 1893 y se retiró como comandante en 1926. La presencia de Pedro Roselló en la organización fue efímera, pues en desacuerdo con el centralismo latente que los Exploradores de España imponían tras el ingreso en 1913 de la institución barcelonesa en la asociación nacional, dimite en 1914 de sus responsabilidades en Exploradores Barceloneses, siendo sustituido por José María Có de Triola.

## Actividad social
Pedro Roselló también fue conocido por ser un conocido intermediario y negociador entre patronales y obreros a principios del siglo XX, a destacar el conflicto de los peleteros, ya que en la cuestión de la nueva reglamentación del trabajo todos habían quedado acordes y Roselló tuvo que arbitrar el asunto. Al margen de la comedia y el drama, fue autor de «Injusticias: económica, social, política» (1927), y «De pedagogía y educación militar», un tratado sobre educación militar, educación moral, la escuela militar dentro de la escuela civil, educación física, preceptos higiénicos del hogar del soldado y un largo etc. Fue socio fundador de la Associació de la Premsa de Badalona, entidad fundada el 24 de septiembre de 1933.

## Obras
- La Última fulla : drama en tres actos (en catalán, 1932)
- Arrossegant la creu : drama en tres actos (en catalán, 1933)
- La Lluita de sempre : comedia dramàtica en tres actes (en catalán, 1933)
- Terra de llops : tres actos (en catalán, 1933)
- Maternitat : tres actos (en catalán, 1935)
- Rosina : drama en tres actos (en catalán, 1935)
- Segons el trempa : drama en tres actos en prosa original (en catalán, 193?)